# Il dipinto
Il dipinto è uno sceneggiato televisivo italiano del 1974, diretto da Domenico Campana.

## Descrizione
Il formato originario è quello della miniserie televisiva composta da due puntate, che vennero trasmesse in prima visione nel novembre del 1974. La regia è di Domenico Campana. Gli interpreti principali sono Gerardo Amato, Roberto Herlitzka e Maria Grazia Grassini.

## Trama
Negli uffici della polizia tedesca giunge la telefonata di una giovane donna che si dice minacciata di morte. La donna, dopo aver dato un appuntamento al capo della polizia lungo il Danubio, riattacca il telefono. La stessa sera, la sig.na Frida Holm, si reca alla polizia tedesca per denunciare la scomparsa del proprio datore di lavoro, l'agente di cambio Klinger. Ben presto si scopre che Frida è legata ad un pregiudicato, colpevole di avere tentato, qualche tempo prima, un colpo presso una banca locale. Sul duplice caso indaga il commissario Bode che, poco tempo prima, a seguito di uno scontro con alcuni malviventi, aveva riportato un grave trauma cranico. Dopo quell'incidente il commissario Bode ha stranamente sviluppato capacità medianiche ed extrasensoriali. Il collega Thomas Menzel, una sera, accompagna Bode a casa di Clarissa sua amica e medium e coinvolge l'uomo in una seduta spiritica. Durante la seduta, un altro partecipante, cade in trance non prima di aver pronunciato un nome di donna: Agnes. La pistola di Bode, durante la seduta spiritica, si deposita sul tavolino misteriosamente, quasi mossa da forze occulte e, al termine della seduta, Bode, viene colto da una gravissima crisi epilettica...

## Produzione
Le riprese sono state effettuate in Germania, nella città di Ratisbona.

## Colonna sonora
La colonna sonora dello sceneggiato comprende estratti dalla suite Atom Heart Mother, contenuta nell'album omonimo dei Pink Floyd, pubblicato da EMI - Harvest nel 1970.